# لنز مینولتا ای‌اف دی‌تی ۱۱–۱۸میلی‌متر اف/۴٫۵–۵٫۶
لنز مینولتا ای اف دی تی ۱۱-۱۸ میلی‌متر اف/۴٫۵-۵٫۶ (به انگلیسی: Minolta AF DT 11-18mm f/4.5-5.6 lens) نام لنز دوربین عکاسی از نوع زوم است که توسط شرکت مینولتا، سونی تولید می‌شود. فاصلهٔ کانونی این لنز ۱۱ تا ۱۸ میلی‌متر، دیافراگم آن دارای ۷ تیغه و ضریب اف آن اف ۴٫۵ تا ۵٫۶ است. این لنز در ۱۹ آوریل ۸۷ میلادی تولید و عرضه شده‌است.